# Origin (Vertriebsplattform)
Origin (engl. für Herkunft, Ursprung) war eine Internet-Vertriebsplattform zur digitalen Distribution von Computerspielen, die vom Spielehersteller Electronic Arts (EA) entwickelt und betrieben wurde. Sie ging aus dem EA Store und EA Download Manager hervor. Origin ermöglichte den Kunden, Computerspiele online zu kaufen und anschließend über eine Client-Software herunterzuladen und zu spielen. Origin wurde im November 2022 durch die EA App ersetzt. Seit Mitte Februar 2023 wird nach dem Öffnen der Origin App angezeigt, dass nun alle auf die EA App umstellen sollen. Bei Installation dieser wird Origin deinstalliert. Sämtliche Daten werden nach Installation und Anmeldung übertragen.
Das System ermöglichte sowohl die Online-Verteilung, Wartung (Patchen) und Nutzungskontrolle (DRM) der Spiele als auch die Kommunikation der Spieler untereinander. Seit der Einführung von Origin ist die Installation des Origin-Clients Voraussetzung für nahezu alle neu veröffentlichten PC-Spiele von Electronic Arts. Neben eigenen Spielen bietet EA über Origin aber auch Titel anderer Hersteller an.
Stand 30. Juni 2022 besitzt Origin nach eigenen Angaben über 600 Millionen Nutzerkonten.

## Bestandteile

### Origin Store
Der Origin Store erlaubt es Nutzern, Spiele von Electronic Arts und ausgewählten Partnern zu kaufen und herunterzuladen. Anstatt eine Box mit CD und Seriennummer zu erhalten, wird das Spiel direkt mit dem Nutzerkonto bei Origin verknüpft. Das Spiel kann nun mit diesem Nutzerkonto und dem Origin-Client beliebig oft geladen werden. EA garantiert, dass das Spiel 12 Monate zum Download verfügbar ist.

### Origin Client
Der Origin Client ist das Programm zum Download von gekauften Spielen und dazugehörigen Erweiterungen. Es zeigt an, welche Spiele verfügbar und bei bereits erfolgtem Download spielbar sind. Der Aufbau des Programms ist vergleichbar mit jenem von Steam. Origin muss für die meisten seither veröffentlichten EA-Titel installiert sein, um diese starten und spielen zu können. Mehrspielerpartien setzen zwingend eine Verbindung zum Origin-Server voraus. Einzelspieler-Modi jedoch lassen sich auch offline, ohne Verbindung zum Origin-Server, nutzen.

### Origin Access
Origin Access, seit 18. August 2020 als EA Play, ist ein Abonnement für eine Spanne zwischen einem Monat und einem Jahr, bei dem man nach der Zahlung eines Festpreises für diesen Zeitraum kostenlosen Zugriff auf eine bestimmte Auswahl von Spielen im Store hat (Spiele-Flatrate). Nach Ablauf der Phase sind die Spiele allerdings nicht mehr spielbar. Die Auswahl der Spiele ändert sich dabei mit der Zeit. Zudem gibt es Rabatte und Demo-Versionen. Das Konzept orientiert sich dabei an EA Access für die Xbox One. Am 30. Juli 2018 startete der Dienst Origin Access Premier (heutzutage EA Play Pro), der einen Zugriff auf alle EA-Spiele in Origin bietet und Spiele fünf Tage vor der eigentlichen Veröffentlichung spielen lässt.

## Geschichte
Der EA Downloader startete Ende 2005 und wurde bereits im November 2006 durch EA Link ersetzt. Mit EA Link wurde es möglich, auch Video, Demos und zusätzliche Inhalte für Spiele zu laden. Bereits im September 2007 folgte eine neue Version mit integriertem EA Store und EA Download Manager, die EA Link ersetzten. Nutzer konnten Spiele im EA Store kaufen und anschließend mit dem Downloadmanager laden. Alle mit EA Link genutzten Spiele konnten mit dem Downloadmanager weiterhin verwendet werden. Am 3. Juni 2011 erfolgte die Umbenennung in Origin.
Als erste Veröffentlichung wurde die Erweiterung Modern Combat für das Spiel Battlefield 2: Special Forces angeboten und nachfolgend die meisten aktuellen EA-Spiele. Bis zur Veröffentlichung von Battlefield 3 stellte Spore Creature Creator die bisher größte Produkteinführung dar. Am 27. Oktober 2011 gab Electronic Arts bekannt, dass man zukünftig auch Spiele anderer Publisher auf Origin anbieten werde.
Auf der gamescom 2012 kündigte Electronic Arts an, Android zu unterstützen, sowie eine Variante für Smart-TV-Geräte und Facebook anzubieten.
Ab der Version 9.1.6 war Origin auch für das Betriebssystem macOS verfügbar.
Im November 2022 wurde die Plattform auf Windows-Systemen schließlich eingestellt und durch die neue EA App ersetzt. Mit Erscheinen der EA App im Mai 2024 für Mac-Benutzer wurde Origin schließlich auch für diese Plattform eingestellt.

### Marke
EA erhielt die Marke Origin beim Kauf der Firma Origin Systems im Jahr 1992. Origin Systems war einer der führenden Spiele-Entwickler der 1980er und 1990er Jahre, bekannt für die Spiele Ultima, Wing Commander und Crusader.

## Kritik
Für Verärgerung unter den Fans der Battlefield-Reihe sorgte, dass Features von Origin das exklusiv auf dieser Plattform veröffentlichte Spiel Battlefield 3 verlangsamte oder abstürzen ließ.
In Version 8.6 wurde daraufhin der CPU-Verbrauch eingeschränkt. Weiterhin verwendet Origin aber vergleichsweise große Mengen an Arbeitsspeicher, auch wenn es nicht benötigt wird.
Wie an Kommentaren und Bewertungen außerhalb Electronic Arts Einflussbereich abzulesen, aber auch in deren eigenen Foren offensichtlich, sind viele Spieler verärgert über die vielen technischen Fehler und Designmängel, die teilweise bis heute nicht korrigiert wurden. So war z. B. als Systemvoraussetzung für die Battlefield 3 Limited Edition (welche nur ein Erweiterungspack enthält) beim Kauf 20 GB Festplattenplatz angegeben, wegen der erzwungenen Verwendung von Origin wird aber mittlerweile deutlich mehr Platz belegt – mit Daten für Erweiterungspacks, zu deren Verwendung Besitzer der Limited Edition dann aber gar nicht berechtigt sind.

### Datenschutz
Mit der Akzeptanz des ursprünglichen Lizenzvertrages bei der Installation von Origin wurden Electronic Arts weitreichende Rechte in Bezug auf die Daten auf dem genutzten Computer gegeben.
Laut Lizenzvertrag war es EA nach Installation von Origin unter anderem gestattet:
- automatisch Lizenzrechte für einige oder alle EA-Produkte ohne Benachrichtigung auf dem jeweiligen Computer zu prüfen
- EA darf per Software Informationen über Hardware, Medien, Software und die „Nutzung der Anwendungen auf dem Computer“ verwenden, um „Lizenzrechte zu prüfen und die Anwendung zu aktualisieren“
- EA und Partnern ist es erlaubt, technische und verwandte Informationen über den Computer und den Nutzer zu sammeln, speichern, übertragen und zu nutzen. Hierbei wird weder deutlich, um wen es sich bei den Partnern handelt, noch welche Daten wirklich genutzt werden.

Rechtlich gesehen handelte es sich hierbei um mehrfache Verstöße gegen Verbraucher- und Datenschutzrechte. Der Lizenzvertrag wurde wenige Wochen nach der Veröffentlichung von Battlefield 3 angepasst und es wurden einige kritische Passagen entfernt.